# KingsAge
KingsAge er et gratis webbrowserbaseret MMORPG, udviklet af Gameforge AG. Spillets foregår i et middelalderligt miljø og formålet er at ekspandere sit territorie, øge sin formue og således blive den største konge.